# ЄДАПС
Єдина державна автоматизована паспортна система — комплекс організаційних, нормативно-правових, технічних, математичних та ін. засобів, спрямованих на інформаційне забезпечення ідентифікації та обліку громадян в Україні.
Єдина державна автоматизована паспортна система (ЄДАПС) — консорціум, який займався виробництвом ідентифікаційних документів та інформаційних систем. Був заснований у Києві у 2004 році 8 компаніями-членами, які працювали у сфері захищеного друку та інформаційних технологій. У грудні 2016 року консорціум було розформовано в зв'язку з тим, що він з самого початку був тимчасовим об'єднанням компаній, і що сумісні цілі, які повинні були бути досягнути завдяки співпраці учасників (реалізація спільних проектів, науково-технічна співпраця та реалізація сумісних будівельних проектів), стали досягнуті.

## Історія
«ЄДАПС» є творцем галузі захищеного друку в Україні. До складу консорціуму входили 9 провідних підприємств України у сфері захищеного друку та інформаційних технологій. З 2004 консорціум реалізовував масштабні державні та корпоративні проекти з розробки та впровадження ідентифікаційних документів, реєстрів, баз даних, автоматизованих систем обліку та управління інформацією. Глобальна група компаній, що входила до складу консорціуму «ЄДАПС», забезпечувала замкнутий цикл виробництва ідентифікаційних документів та інформаційних систем, захисту товарів та документів від підробки. Консорціум мав власну наукову базу світового рівня, високотехнологічне виробництво та сервісну мережу для підтримки та супроводу проектів «під ключ». 
Консорціум «ЄДАПС» реалізував понад 300 великих проектів. За версією журналу ID World входив в топ-50 світових виробників електронних паспортів. Документи, розроблені та упроваджені консорціумом «ЄДАПС» високо оцінені ICAO, ЄС, ОБСЄ, Інтерпол. «ЄДАПС» виробляє електронні паспорти та id-картки для співробітників Інтерпол. У складі консорціуму «ЄДАПС» створені повністю сертифіковані виробничі потужності, включаючи заводи з випуску та аутсорсингу персоналізації платіжних карток VISA та Mastercard.

### 2004
- Березень 2004 року. — Перемога в тендері на розробку та впровадження українських закордонних паспортів.
- Вересень 2004 р. — Презентація Державного центру персоналізації документів — сучасного заводу по персоналізації ідентифікаційних документів, у тому числі за допомогою лазерного гравіювання та лазерної перфорації.
- Грудень 2004 р. — Консорціум, єдиний на території СНД, стає Асоційованим членом Конфедерації виробників коштовних паперів та постачальників устаткування для їх друку — Intergraf.

### 2005
Липень 2005 р. — «ЗНАК (підприємство)» (виробництво пластикових карток та бланків ідентифікаційних документів) розпочало виробничу діяльність.

### 2006
Січень 2006 р. — Консорціум «ЄДАПС» приступив до виробництва в Україні національних посвідчень водія та свідоцтв про реєстрацію транспортних засобів на пластиковій основі.

### 2007
- Червень 2007 р. — Консорціум «ЄДАПС» розробив та презентував прототип електронного (біометричного) закордонного паспорта.
- Червень 2007 р. — Консорціум «ЄДАПС» приступив до реалізації в Україні державної програми з впровадження закордонних паспортів нового зразка з полікарбонатною сторінкою даних.
- Жовтень 2007 р. — До складу Консорціуму «ЄДАПС» увійшла корпорація «Інком»

### 2008
- Лютий 2008 р. — Учасник Консорціуму «ЄДАПС» — «Голографія (підприємство)» — презентував технології деметалізації голограм дуже високого розподілу.
- Квітень 2008 р. — Перемога у міжнародному тендері на створення демографічного реєстру в Кенії. З Де Бирс Даймонд Джуеллерз (De Beers Diamond Jewellers) (Велика Британія) укладено договір по створенню всесвітньої системи ідентифікації виробів ювелірної марки De Beers та випуску Паспортів діамантів De Beers (гарантують справжність ювелірних виробів в усіх магазинах De Beers).
- Липень-серпень 2008 р. — Перемога в тендерах на розробку Державного реєстру виборців України.
- Вересень 2008 р. — Учасник консорціуму «ЄДАПС» — компанія «Полі-Сервіс» — відкрив Міжбанківське бюро персоналізації платіжних карток.
- Листопад 2008 р. — Відкриття Міністерством внутрішніх справ України Міжрегіонального центру видачі паспортних документів, створеного за технологіями консорціуму «ЄДАПС».

### 2009
- Лютий 2009 р. — Консорціум «ЄДАПС» впровадив Інтегровану Систему Реєстрації Населення Кенії (ILIRS) з використанням біометричних технологій.
- Жовтень 2009 р. — Консорціум «ЄДАПС» офіційно затверджений виробником електронних паспортів співробітників INTERPOL.
- Жовтень 2009 р. — Підприємство «ЗНАК», що входить в консорціум «ЄДАПС», стало першим українським виробником платіжних чипових карток для банків-учасників платіжної системи УкрКарт.

### 2010
- Березень 2010 р. — Американське товариство з боротьби з раковими захворюваннями та Всесвітній фонд щодо запобігання легеневих захворювань визнали Україну світовим лідером в боротьбі з незаконною торгівлею тютюновою продукцією, а технології українського консорціуму «ЄДАПС» найефективнішими.
- Квітень 2010 р. — Делегація Національної академії наук України на чолі з президентом НАН України Борисом Патоном відвідала консорціум «ЄДАПС». Вчені запропонували консорціуму співробітництво у сфері інноваційних технологій.
- Жовтень 2010 р. — На світовому форумі INTERGRAF-2010 у Барселоні консорціум «ЄДАПС» презентував власне обладнання для лазерного гравірування та електронної персоналізації ідентифікаційних документів.
- Листопад 2010 р. — Генеральна Асамблея INTERPOL затвердила ініціативу INTERPOL з впровадження електронних (біометричних) паспортів та ID-карток, виробником яких обраний консорціум «ЄДАПС».

### 2015
12 червня 2015 року ТОВ "ЄДАПС" перейменовано в ІННОВАЦІЙНО-ІНДУСТРІАЛЬНА ГРУПА

## Продукція
- Машинозчитуванні українські паспорти громадян України для виїзду за кордон з полікарбонатною сторінкою даних.

Випуск нових українських закордонних паспортів розпочався у червні 2007 р. Паспорт має 25 ступенів захисту, що перевищує кількість ступенів захисту грошових знаків України. Дизайн паспорта виконаний з використанням традиційних орнаментальних мотивів та геральдики України і її регіонів. Персоналізація паспортів здійснюється Державним центром персоналізації документів із застосуванням технологій лазерного гравірування та перфорації. Нанесену інформацію неможливо змінити без пошкодження самого бланка.
- Державна інформаційна система та мережа центрів з оформлення і видачі українських закордонних паспортів при МВС України.

МВС України здійснює централізоване оформлення і видачу закордонних паспортів за технологіями «ЄДАПС» в рамках Державної інформаційної системи реєстраційного обліку фізичних осіб та їх документування (ДІС).
- Посвідчення водіїв та свідоцтва про реєстрацію транспортних засобів України

З 2006 р. Україна розпочала виробництво національних посвідчень водія та свідоцтв про реєстрацію транспортних засобів у вигляді пластикових карток. Захищені голографічними захисними елементами. Документи розроблені консорціумом «ЄДАПС». Посвідчення водія отримали високу оцінку Європейського союзу.
- Дозвіл у вигляді пластикових карток на право носіння та зберігання зброї

- Посвідчення члена екіпажу на пластиковій основі

- Електронний талон про проходження державного технічного огляду автомобіля

- Виробництво паперових бланків системи МВС України

- Виробництво Паспортів діамантів De Beers

Консорціум «ЄДАПС» для компанії Де Бирс Даймонд Джуеллерз (De Beers Diamond Jewellers, Велика Британія) створив всесвітню систему ідентифікації виробів ювелірної марки De Beers та випускає Паспорти діамантів De Beers, які підтверджують справжність ювелірних виробів цієї торгової марки в усіх фірмових магазинах. Це високозахищений ідентифікаційний документ у вигляді паспортної книжечки з полікарбонатною сторінкою даних. На сторінку паспорта методом лазерного гравірування наносяться усі характеристики ювелірного виробу De Beers. Персоналізація паспортів De Beers виконується у Бюро персоналізації. Паспорт захищений 29 захисними елементами. Консорціум «ЄДАПС» також забезпечує захищений доступ до інформаційних ресурсів De Beers в усіх точках продажу в різних країнах світу.
- Виробництво електронних документів співробітникам INTERPOL

8 листопада 2010 р. Генеральна Асамблея Міжнародної організації кримінальної поліції (Інтерпол) затвердила ініціативу Інтерпол з впровадження електронних (біометричних) проїзних документів своїх співробітників: паспорти та ідентифікаційні картки, виробником яких обрано консорціум «ЄДАПС».
- Виробництво та персоналізація банківських карток

Два підприємства Консорціуму: виробник пластикових карток «ЗНАК (підприємство)» та постачальник послуг персоналізації «Полі-Сервіс» забезпечують увесь комплекс технологічних послуг з підтримки емісійних банківських програм будь-якого масштабу: від розробки карткового дизайну та виробництва карток до доставки персональних карток та ПІН в індивідуальних конвертах з персональними вкладеннями маркетингового змісту. Замовники консорціуму «ЄДАПС» — понад 60 великих українських та зарубіжних банків. Консорціум «ЄДАПС» постачає платіжні чип-картки для Національної системи масових електронних платежів (НСМЕП).
- Голографічні елементи для захисту товарів та документів

Клієнти консорціуму «ЄДАПС» — понад 400 компаній та державних органів, які потребують голографічного захисту документів та товарів, у тому числі підакцизних. Фахівцями учасника «ЄДАПС» — спеціалізованого підприємства «Голографія» — розроблені сучасні технології виробництва голограм: деметалізовані голограми надвисокої роздільної здатності, біграми, голограми «Біпринт» та ін.
- Створення демографічного реєстру в Кенії

Консорціум «ЄДАПС» розробив та впровадив Інтегровану Систему Реєстрації Населення (IPRS) в Кенії. Побудова IPRS — це складова частина великого проекту по створенню Національного реєстру населення (NPR) Кенії.
- Державний реєстр виборців

Консорціум бере участь у створенні в Україні автоматизованої інформаційно-комунікаційної системи «Державний реєстр виборців».

## Сертифікація
Підприємства консорціуму «ЄДАПС» мають усі необхідні ліцензії та сертифікати, за якими дозволено надавати клієнтам повний комплекс послуг при виробництві ідентифікаційних документів, інформаційних систем, платіжних карток, голографічних елементів та ін.

## Учасники Консорціуму «ЄДАПС»
1. ПАТ «КП ОТІ»
2. ТОВ «ЗНАК»
3. ДП «Державний центр персоналізації документів»
4. ТОВ «Полі-Сервіс»
5. ТОВ "Спеціалізоване підприємство «Голографія»
6. ДП "Поліграфічний комбінат «Зоря»
7. ПАТ «Комерційний Індустріальний Банк»
8. ТОВ «Фірма 3-Т»
9. Інком

До кінця 2019 року всі підприємства консорціуму так чи інакше переходять під контроль ІННОВАЦІЙНО-ІНДУСТРІАЛЬНА ГРУПА

## Звинувачення у причетності до корупційних схем
Журналісти сайту «Наші гроші», що проводить аналіз тендерів України, звинувачують ЄДАПС у тому, що, користуючись своїм монопольним становищем, він невиправдано завищує ціни на свою продукцію, за яку доводиться платити платникам податків. Нардеп Геннадій Москаль з'ясував приблизні розміри переплати державного бюджету за паспорти з полікарбонатною сторінкою:
«Якщо б Україна закуповувала чисті бланки із захисною полікарбонатною плівкою за кордоном, один паспорт обходився б їй у 78,5, а не в 150 гривень бюджетних коштів. З усього цього напрошується тільки один висновок — на кожному закордонному паспорті з бюджету України крадеться 71,5 грн. Враховуючи те, що в рік видається близько мільйона закордонних паспортів, сума втрат Державного бюджету становить 71 500 000 грн.», — повідомив Москаль.
2011 року антиЄДАПСівське лобі в оточенні президента довело Януковичу, що держава здатна і сама виготовляти бланки для державних документів. Для цього державному поліграфкомбінату «Україна» було придбано спеціальне обладнання для виготовлення пластикових документів з мегазахистом за 960 млн грн. Проте МВС України під різними приводами і надалі замовляє ці бланки у ЄДАПС. За словами уповноваженого із дерегуляції Михайла Бродського, вартість виготовлення ЄДАПСом водійського посвідчення становила 120 гривень, водночас «вартість пластикової банківської картки, що має вищий ступінь захисту, ніж бланк посвідчення водія, становить від 8 до 26 гривень». Лобістом ЄДАПСу у Верховній Раді називають депутата з фракції Партії регіонів, генерала-лейтенанта міліції Василя Грицака.
У жовтні 2019 року вибухнув великий скандал [Архівовано 24 серпня 2020 у Wayback Machine.] про повернення ЄДАПС на ринок з новою назвою ІННОВАЦІЙНО-ІНДУСТРІАЛЬНА ГРУПА.
У лютому 2022 Державний поліграфічний комбінат "Україна" у непрозорий спосіб змінив постачальника матеріалів для біометричних документів: з міжнародної компанії на українську фірму з давніми корупційними зв’язками — ЄДАПС.